# La bicicleta verda
La bicicleta verda (àrab: وجدة, Wajda, AFI: [wad͡ʒ.da]) és una pel·lícula dramàtica de l'Aràbia Saudita del 2012, escrita i dirigida per Haifaa al-Mansour, en el seu debut com a directora. Va ser el primer llargmetratge rodat íntegrament a l'Aràbia Saudita i el primer llargmetratge realitzat per una directora saudita. Va guanyar nombrosos premis en festivals de cinema d'arreu del món. La pel·lícula va ser seleccionada com a candidata saudita a la millor pel·lícula en llengua estrangera als 86è Premis de l'Acadèmia, en la primera vegada que el país va presentar una candidatura als Oscar, però no va ser nominada. Tanmateix, va obtenir una nominació a la millor pel·lícula estrangera als Premis BAFTA de 2014. La pel·lícula es va subtitular al català.

## Argument
Ambientada a la dècada dels 2000, la Wadjda, una noia saudita de 10 anys que viu a la ciutat capital de Riad, somia posseir una bicicleta verda que contempla en una botiga cada dia en el seu camí a l'escola. Ella vol competir contra el seu amic Abdul·là, un noi del barri però, pel fet que està mal vist que les nenes vagin amb bicicleta, la mare de la Wadjda es nega a comprar-ne una per a la seva filla. No obstant això, la Wadjda intenta aconseguir els diners per si mateixa venent discos i braçalets trenats a mà a les seves companyes de classe i actuant com a intermediària per a una estudiant més gran, activitats que fan guanyar la ira de l'estricta directora. La seva mare, mentrestant, està treballant en una feina lluny de casa i un marit que està considerant prendre una segona esposa, perquè la mare de la Wadjda ja no pot tenir fills.
La Wadjda decideix participar en una competència de recitals de l'Alcorà amb un premi en efectiu de 1.000 riyals saudites que li permetrien comprar la bicicleta. Els seus esforços a memoritzar els versos impressionen la seva professora, però quan la Wadjda guanya, sorprèn les jutgesses anunciant la seva intenció de comprar una bicicleta amb els diners del premi. Elles s'oposen i se li diu que els diners seran donats a Palestina en nom seu. La Wadjda torna a casa i es troba que el seu pare s'ha compromès amb una segona esposa, i observa el casament des del sostre, amb la seva mare, ara amb un tallat de cabells més curts, que ella volia però que el seu marit s'hi negava. La Wadjda li suggereix que es compri un vestit vermell per recuperar el seu pare, però la mare li revela que s'ha gastat els diners en la bicicleta verda. L'endemà, la Wadjda guanya la seva carrera contra l'Abdul·là.

## Repartiment
- Reem Abdullah com a mare
- Waad Mohammed com a Wadjda
- Abdullrahman Al Juhani com a Abdul·là
- Sultan Al Assaf com a pare[13]
- Ahd Kamel com a Sra. Hussa (acreditada com a Ahd)
- Ibrahim Al Mozael com a propietari de la jogueteria
- Nouf Saad com a professor d'Alcorà
- Rafa Al Sanea com a Fàtima
- Alanoud Sajini com a Fatin
- Rehab Ahmed com a Noura
- Dana Abdullilah com a Salma
- Mohammed Zahir com a Iqbal, el conductor

## Producció
Segons la directora Haifaa al-Mansour, va trigar cinc anys a rodar la pel·lícula. Va passar la major part del temps intentant trobar suport financer i obtenir permisos de rodatge, ja que va insistir a filmar a l'Aràbia Saudita per raons d'autenticitat. Va rebre el suport de Rotana, la productora cinematogràfica del príncep Alwaleed bin Talal. No obstant això, tenia moltes ganes de trobar una coproductora estrangera perquè «a l'Aràbia Saudita no hi ha sales de cinema, no hi ha indústria cinematogràfica de la qual parlar i, per tant, pocs diners per invertir». Després de la seva selecció per al laboratori de guionistes de l'Institut Sundance, a Jordània, al-Mansour es va posar en contacte amb la productora alemanya Razor Film, que abans havia produït pel·lícules de temes d'Orient Mitjà (Paradise Now i Vals Im Bashir). La producció va implicar la cooperació amb dues televisions públiques alemanyes, Norddeutscher Rundfunk i Bayerischer Rundfunk. El finançament addicional va venir de Filmförderungsanstalt (FFA, Berlín); Medienboard Berlin-Brandenburg GmbH (MBB, Potsdam); Mitteldeutsche Medienförderung GmbH (MDM, Leipzig); i Filmfonds Babelsberg (ILB, Potsdam-Babelsberg).
El guió d'Al-Mansour va estar influenciat per obres de cinema neorealista com ara El lladre de bicicletes de Vittorio de Sica, Offside de Jafar Panahi i Rosetta dels germans Dardenne. L'escena final recorda a la de Les Quatre Cents Coups de François Truffaut. Al-Mansour diu que la versió original del seu guió era molt més desolada que el producte acabat: «Vaig decidir que no volia que la pel·lícula tingués un eslògan i crides, sinó que només creés una història on la gent pogués riure i plorar una mica». Al-Mansour va basar el personatge de la Wadjda en una de les seves nebodes i també en les seves pròpies experiències de gran. Els temes principals de la història són la llibertat, representada per la bicicleta, i la por a l'abandonament emocional, ja que el pare de la Wadjda vol casar-se amb una segona esposa per tal que li dongui un fill.
La pel·lícula es va filmar als carrers de Riad, fet que sovint obligava a la directora a treballar des de la part posterior d'una furgoneta, ja que no es podia barrejar públicament amb els homes del repartiment. Sovint, només es podia comunicar mitjançant walkie-talkie i havia de mirar els actors en un monitor. Això va dificultar la direcció: «Em va fer adonar-me de la necessitat d'assajar i de desenvolupar una comprensió per a cada escena abans de rodar-la».
Per a Waad Mohammed, que interpreta a la Wadjda, va ser el seu debut com a actriu.

## Recepció
La pel·lícula va rebre elogis de la crítica. El lloc web d'agregació de crítiques de cinema Rotten Tomatoes va informar que el 99% dels crítics van donar a la pel·lícula una crítica positiva basada en 102 crítiques, amb una puntuació mitjana de 8/10. El consens crític és: «Transgressor de la millor manera possible, [la pel·lícula] presenta una nova veu sorprenentment segura d'un racó del món on el cinema ha estat gairebé silenciat». Metacritic, que assigna una puntuació estandarditzada sobre 100, va puntuar la pel·lícula amb 81 en base a 26 crítiques, la qual cosa indica «aclamació universal».
Els crítics de cinema citen les maneres en què l0'obra és capaç d'enfrontar-se a problemes socials importants, alhora que entén amb precisió els límits del canvi a gran escala. El crític de cinema del The New York Times AO Scott afirma: «Amb una agilitat impressionant, [la pel·lícula] troba marge de maniobra entre el realisme dur i un tipus de narració més esperançador»; mostra amb precisió els immensos reptes que s'enfronten les dones a l'Aràbia Saudita, alhora que mostra que hi ha marge per al canvi i el creixement. El crític de cinema del The New Yorker Anthony Lane opina de la mateixa manera, ja que argumenta que hi ha moltes maneres en què la pel·lícula podria haver fet més mal servei a les dones a l'Aràbia Saudita, en lloc d'ajudar a exposar la seva desigualtat. Diu que el llargmetratge aconsegueix l'equilibri adequat, ja que és agradable de veure, alhora que eficaç per demanar un canvi social.
Ann Hornaday, del The Washington Post, també va valorar positivament la pel·lícula, elogiant la història i l'atenció de la pel·lícula als «innombrables detalls visuals i texturals de la vida moderna a l'Aràbia Saudita, un lloc de monotonia, crueltat i hipocresia de colors foscos, com la prosperitat, la profunda devoció i la poesia».

## Estrena
La pel·lícula es va estrenar al Festival Internacional de Cinema de Venècia l'agost de 2012 i publicar a Alemanya per Koch Media el 2013. Altres distribuïdores van ser: Pretty Pictures (als cinemes de França), Sony Pictures Classics (als cinemes dels Estats Units), Wild Bunch Benelux (als cinemes dels Països Baixos), The Match Factory (a tots els mitjans de fora dels Estats Units) i Soda Pictures (a tots els mitjans del Regne Unit). Així mateix, es va projectar en diversos festivals de cinema:
| Estat                  | Data de publicació     | Festival de cinema o estrena completa                    | Refs.                |
| ---------------------- | ---------------------- | -------------------------------------------------------- | -------------------- |
| Itàlia                 | 31 d'agost de 2012     | Festival de Cinema de Venècia                            | [ 20 ]               |
| Estats Units d'Amèrica | 15 de setembre de 2012 | Festival de Cinema de Telluride                          | [ 20 ]               |
| Polònia                | 28 de novembre de 2012 | Filmy Swiata ale kino+ Festival                          | [ 20 ]               |
| Islàndia               | 29 de novembre de 2012 | Estrena completa                                         | [ 20 ]               |
| Itàlia                 | 6 de desembre de 2012  | Estrena completa                                         | [ 20 ]               |
| Països Baixos          | 26 de gener de 2013    | Festival Internacional de Cinema de Rotterdam            | [ 20 ]               |
| Suècia                 | 30 de gener de 2013    | Festival Internacional de Cinema de Göteborg             | [ 20 ]               |
| Bèlgica                | 6 de febrer de 2013    | Estrena completa                                         | [ 20 ]               |
| França                 | 6 de febrer de 2013    | Estrena completa                                         | [ 20 ]               |
| Sèrbia                 | 23 de febrer de 2013   | Festival de Cinema de Belgrad                            | [ 20 ]               |
| Suècia                 | 8 de març de 2013      | Estrena completa                                         | [ 20 ]               |
| Països Baixos          | 16 de maig de 2013     | Estrena completa                                         | [ 20 ]               |
| Espanya                | 21 de juny de 2013     | Festival Internacional de Cinema de València–Cinema Jove | [ 21 ] [ 22 ] [ 23 ] |
| Espanya                | 28 de juny de 2013     | Estrena completa                                         | [ 20 ]               |
| Regne Unit             | 19 de juliol de 2013   | Estrena completa                                         | [ 14 ]               |
| Alemanya               | 25 de juliol de 2013   | Fünf Seen Filmfestival                                   | [ 24 ]               |
| Alemanya               | 15 d'agost de 2013     | Estrena completa                                         | [ 20 ]               |

Altres projeccions van ser a la pel·lícula d'inauguració del 6è Festival de Cinema de Dubai (11-17 d'abril) i al Festival de Cinema de Tribeca de Nova York (21-25 d'abril). També es va programar la pel·lícula perquè fos publicada en DVD el febrer de 2014.

## Premis i nominacions
| Premis                                               | Premis                 | Premis                                                                                | Premis                                                                                        | Premis          |
| Premi                                                | Data de la cerimònia   | Categoria                                                                             | Destinataris i nominats                                                                       | Resultat        |
| ---------------------------------------------------- | ---------------------- | ------------------------------------------------------------------------------------- | --------------------------------------------------------------------------------------------- | --------------- |
| Premis Asia Pacific Screen                           | 12 de desembre de 2013 | Millor llargmetratge infantil                                                         |                                                                                               | Nominat         |
| Aliança de Dones Periodistes de Cinema               | 19 de desembre de 2013 | Millor pel·lícula en llengua no anglesa                                               |                                                                                               | Nominat         |
| Aliança de Dones Periodistes de Cinema               | 19 de desembre de 2013 | Assoliment destacat d'enguany d'una dona a la indústria cinematogràfica               | Haaifa al-Mansour per desafiar les limitacions imposades a les dones dins de la seva cultura. | Guanyadora      |
| Institut Britànic de Cinema                          | 20 d'octubre de 2012   | Trofeu Sutherland                                                                     | Haifaa al-Mansour                                                                             | Nominada        |
| Festival Internacional de Cinema de Dubai            | 18 de desembre de 2012 | Premi Muhr Arab                                                                       | Waad Mohammed (Millor Actriu - Llargmetratge)                                                 | Guanyadora      |
| Festival Internacional de Cinema de Dubai            | 18 de desembre de 2012 | Premi Muhr Arab                                                                       | Roman Paul (Millor pel·lícula - Llargmetratge)                                                | Guanyador       |
| Festival Internacional de Cinema de Dubai            | 18 de desembre de 2012 | Premi Muhr Arab                                                                       | Gerhard Meixner (Millor pel·lícula - Llargmetratge)                                           | Guanyador       |
| Festival Internacional de Cinema de Friburg          | 23 de març de 2013     | Gran premi                                                                            | Haifaa al-Mansour                                                                             | Nominada        |
| Festival Internacional de Cinema d'Innsbruck         | 1 de juny de 2013      | Südwind-Filmpreis                                                                     | Haifaa al-Mansour                                                                             | Guanyadora      |
| Premis Golden Reel dels Editors de So de Pel·lícules | 16 de febrer de 2014   | Millor edició de so: efectes de so, Foley, diàleg i ADR en un llargmetratge estranger | Sebastian Schmidt                                                                             | Nominat         |
| Junta Nacional de Revisió                            | 4 de desembre de 2013  | NBR Llibertat d'expressió                                                             | Haifaa Al-Mansour                                                                             | Guanyadora      |
| Festival Internacional de Cinema de Palm Springs     | 13 de gener de 2014    | Directors a tenir en consideració                                                     | Haifaa al-Mansour                                                                             | Guanyadora      |
| Festival Internacional de Cinema de Rotterdam        | 2 de febrer de 2013    | Premi Diorafte                                                                        | Haifaa al-Mansour                                                                             | Guanyadora      |
| Cercle de Crítics de Cinema de San Francisco         | 15 de desembre de 2013 | Millor pel·lícula en llengua estrangera                                               |                                                                                               | Nominat         |
| Festival de Cinema de Nits Negres de Tallinn         | 27 de novembre de 2012 | Premi Don Quixot                                                                      | Haifaa al-Mansour                                                                             | Menció especial |
| Festival de Cinema de Nits Negres de Tallinn         | 27 de novembre de 2012 | Premi Netpac                                                                          | Haifaa al-Mansour                                                                             | Menció especial |
| Festival de Cinema de Nits Negres de Tallinn         | 27 de novembre de 2012 | Gran premi                                                                            | Haifaa al-Mansour                                                                             | Nominada        |
| Festival Internacional de Cinema de Vancouver        | 12 d'octubre de 2013   | Premi al primer llargmetratge internacional més popular                               | Haifaa al-Mansour                                                                             | Guanyadora      |
| Festival Internacional de Cinema de Venècia          | 8 de setembre de 2012  | Premi CinemaAvvenire                                                                  | Haifaa al-Mansour (Millor pel·lícula—Premi Il cerchio non è rotondo)                          | Guanyadora      |
| Festival Internacional de Cinema de Venècia          | 8 de setembre de 2012  | Premi CICAE                                                                           | Haifaa al-Mansour                                                                             | Guanyadora      |
| Festival Internacional de Cinema de Venècia          | 8 de setembre de 2012  | Premi Interfilm                                                                       | Haifaa al-Mansour                                                                             | Guanyadora      |
| Premis de Cinema de l'Acadèmia Britànica             | 16 de febrer de 2014   | Millor pel·lícula estrangera                                                          | Haifaa al-Mansour, Gerhard Meixner, Roman Paul                                                | Nominats        |